# Arnold Langen
Arnold Langen (* 20. Juli 1876 in Köln; † 17. Januar 1947 in Darmstadt) war ein deutscher Ingenieur und Unternehmer.

## Leben
Arnold Langen war ein Sohn von Eugen Langen aus dessen zweiter Ehe mit Hermine Langen geb. Schleicher. Nach dem Besuch des Realgymnasiums in Köln und der Handelsschule in Neuchâtel leistete er seinen Militärdienst als Einjährig-Freiwilliger beim Husaren-Regiment Nr. 7 in Bonn, studierte an der Rheinischen Friedrich-Wilhelms-Universität Bonn Naturwissenschaften und wurde dort 1895 Mitglied des Corps Hansea. Zum Wintersemester 1896 wechselte er zum Ingenieurstudium mit Schwerpunkt Thermodynamik an die Technische Hochschule (Berlin-)Charlottenburg und 1898 an die Technische Hochschule Dresden. 1902 wurde er an der Universität Rostock mit einer Dissertation über isochore Explosionsdrücke von Gasgemischen zum Dr. phil. promoviert.
1903 trat er als Versuchsingenieur in die von seinem Vater mit Nicolaus August Otto gegründete Gasmotorenfabrik Deutz AG ein. 1907 wurde er Leiter der Abteilung Neuheiten und Versuche und Mitglied des Direktoriums. 1908 übernahm er die technische Gesamtleitung. In der Zeit von 1903 bis 1909 nahm er erheblichen Einfluss auf die Weiterentwicklung des Dieselmotors. 1909 wurde er Vorstandsmitglied und ordnete mit seinem Bruder Adolf Langen (1875–1954), mit dem er bereits in Bonn und Berlin studiert hatte und nunmehr in der Unternehmensleitung zusammenarbeitete, das gesamte Motorenprogramm neu, womit er den geschäftlichen Erfolg der Motorenfabrik vor dem Ersten Weltkrieg begründete, an dem er als Rittmeister der Reserve teilnahm. 1918 wurde er Generaldirektor. Aus der Herstellung von Artillerie-Zugmaschinen wurde nach dem Krieg die Herstellung von Traktoren entwickelt.
1937 schied Arnold Langen als Vorstandsvorsitzender des Unternehmens, das seit 1921 die verkürzte Firma Motorenfabrik Deutz AG führte, aus und wurde stellvertretender Vorsitzender des Aufsichtsrats, dessen Vorsitzender seit 1924 der Montanunternehmer Peter Klöckner war, nachdem dieser die Mehrheit am Aktienkapital erworben hatte.
Arnold Langen war außerdem Vorsitzender des Aufsichtsrats der Werkzeugmaschinenfabrik Collet & Engelhard AG in Offenbach am Main sowie Aufsichtsratsmitglied des Transportanlagen-Herstellers J. Pohlig AG in Köln, der Pfeifer & Langen AG in Köln und der Zuckerfabriken Köln. Er war Vorsitzender im Arbeitgeberverband der Metallindustrie in Köln, im Verband rheinischer Industrieller und im Deutschen Ausschusses für technisches Schulwesen sowie von 1929 bis 1936 Vizepräsident der Industrie- und Handelskammer zu Köln. Er gehörte dem Vorläufigen Wirtschaftsrat und dem Präsidium des Reichsverbandes der Deutschen Industrie an.
Bei der Maschinenfabrik Deutz AG schuf Langen 1925 das erste der Öffentlichkeit zugängliche Motorenmuseum. Zum 60. Jahrestag der Erfindung des Ottomotors verfasste er 1936 eine ausführliche Darstellung der Entstehungsgeschichte des Verbrennungsmotors. 1947 kam er bei einem Autounfall ums Leben. 1949 erschien posthum sein Werk Nicolaus August Otto – der Schöpfer des Verbrennungsmotors, in dem er die Rolle Christian Reithmanns bei der Erfindung des Viertaktmotors und deren Vertuschung durch seinen Vater beleuchtete.

## Auszeichnungen
- Ehrendoktorwürde der Technischen Hochschule Aachen (als Dr.-Ing. E. h.)
- Ehrendoktorwürde der Universität zu Köln (als Dr. iur. h. c.)

## Schriften
- Untersuchungen über die Drücke, welche bei Explosionen von Wasserstoff und Kohlenoxyd in geschlossenen Gefäßen auftreten. 1902.
- Die Diesellokomotive mit unmittelbarem Antrieb. Berlin 1933.
- Johann Jakob Langen (1794-1869) und seine Sippe. Köln 1941.
- Nicolaus August Otto, der Schöpfer des Verbrennungsmotors. Stuttgart 1949.